# NGC 1604
NGC 1604 é uma galáxia lenticular (S0) localizada na direcção da constelação de Eridanus. Possui uma declinação de -05° 22' 10" e uma ascensão recta de 4 horas, 31 minutos e 58,5 segundos.
A galáxia NGC 1604 foi descoberta em 22 de Dezembro de 1886 por Lewis A. Swift.